# كيفن أندرسون (لاعب كرة قدم)
كيفن أندرسون (بالإنجليزية: Kevin Anderson)‏ (7 سبتمبر 1971 بروكفيل سنتر في الولايات المتحدة - ) هو مدرب كرة قدم ولاعب كرة قدم أمريكي في مركز الوسط. لعب مع تامبا باي موتيني وكولورادو رابيدز وتشارلستون بيتري وMinnesota Thunder ‏ وBoston Storm (soccer) ‏ ورالي إكسبرس ‏ وLong Island Rough Riders ‏ وGeneration Adidas ‏.

## وصلات خارجية
- كيفن أندرسون على موقع الدوري الأمريكي (الإنجليزية)
- كيفن أندرسون على موقع قاعدة بيانات كرة القدم.إي يو (الإنجليزية)